# Estación de Godim
La Estación Ferroviaria de Godim, conocida originalmente como Estación de Quatro Caminhos, es una plataforma de la Línea del Duero, que sirve a parroquias de Godim, en el Ayuntamiento de Peso da Régua, en Portugal.

## Características

### Localización y accesos
Se encuentra junto a la localidad de Godim, con acceso por la Ruta de los Quatro Caminhos.

### Descripción física
En enero de 2011, presentaba 2 vías de circulación, ambas con 269 metros de longitud; las dos plataformas tenían 254 y 150 metros de longitud, y 30 y 40 centímetros de altura. En octubre de 2004, esta plataforma tenía la clasificación E de la Red Ferroviaria Nacional, y se podían efectuar aquí maniobras.

### Servicios
En mayo de 2011, esta estación era utilizada por convoyes de pasajeros, de la categoría Regional de la operadora Comboios de Portugal.